# Messia-sur-Sorne
Messia-sur-Sorne è un comune francese di 848 abitanti situato nel dipartimento del Giura nella regione della Borgogna-Franca Contea.

## Società

### Evoluzione demografica
Abitanti censiti